# Allenton
Allenton – jednostka osadnicza w Stanach Zjednoczonych, w stanie Wisconsin, w hrabstwie Washington.